# Elaphoglossum conspersum
Elaphoglossum conspersum är en träjonväxtart som beskrevs av Hermann Christ. Elaphoglossum conspersum ingår i släktet Elaphoglossum och familjen Dryopteridaceae. Inga underarter finns listade.